# Військова нарада для боротьби з бандитизмом
Військові наради для боротьби з бандитизмом — надзвичайні органи радянської влади, створені нею на заключному етапі громадянської війни в Україні 1917– 1921 для безпосереднього керування боротьбою з повстанським рухом (див. Повстанський рух в Україні 1918–1922). Були створені згідно з постановою ЦК КП(б)У в січні 1921. Вищою інстанцією була Постійна нарада при Раднаркомі України, де головував спочатку М.Фрунзе, а потім – Х.Раковський. До її складу входили керівники або представники вищих радянських, партійних, військових та спеціальних органів влади.
Постійній нараді підпорядковувалися губернські воєнні наради, останнім – повітові. Їхній особовий склад визначався за принципами формування Постійної наради.
У систему нарад входили також низові надзвичайні й виконавчі органи влади – польові штаби, бойові дільниці, різні трійки, інститут уповноважених.
Конкретними завданнями цих нарад були також: контроль за проведенням засіву всіх посівних площ і за виконанням продрозверстки та продовольчого податку, розшук і арешт повстанців і дезертирів РСЧА, роззброєння цивільного населення, створення комітетів незаможних селян, більшовизація місцевих органів влади і "знищення куркулів як економічної сили".
Своє існування припинили, ймовірно, в середині 1920-х рр.